# Emiliano Tade
Emiliano Tade (Santiago del Estero, 3 marzo 1988) è un calciatore argentino, attaccante dell'Auckland United.

## Carriera
Dopo aver militato per alcuni anni nelle serie minori argentine, arriva in Nuova Zelanda nel 2009 per vestire la maglia del Wellington United nella massima serie locale; dopo una stagione passa al Team Wellington, con cui nella stagione 2010-2011 mette a segno 6 reti in 14 presenze nel campionato neozelandese, giocando anche 2 partite senza mai segnare nei play-off della medesima competizione. Nell'estate del 2011 passa all'Auckland City, la squadra più titolata del Paese, con cui vince una Chatham Cup, tre edizioni consecutive della OFC Champions League (competizione in cui mette a segno un totale di 9 gol, 6 dei quali nell'edizione 2013-2014 nella quale è capocannoniere e miglior giocatore del torneo, in complessive 13 presenze) e partecipa a tre edizioni consecutive del Mondiale per Club, con uno score di 3 presenze senza reti in questa competizione. Nella stagione 2013-2014 vince anche il titolo di capocannoniere del campionato neozelandese con 17 reti.
A inizio 2015, dopo essere stato fra i protagonisti dello storico terzo posto nel mondiale per club, torna alla squadra argentina dell'Atletico Mitre. Sempre nel 2015 fa poi nuovamente ritorno all'Auckland City, con cui partecipa nuovamente alla Coppa del mondo per club FIFA. Nel 2016 gioca da titolare nella partita persa per 2-1 contro il Kashima Antlers nella Coppa del mondo per club FIFA 2016 (unica partita giocata dai neozelandesi nella manifestazione).
Nel 2018 si trasferisce ai sudafricani dell'AmaZulu.

## Palmarès

### Club

#### Competizioni nazionali
- Campionato neozelandese: 4

Auckland City: 2013-2014, 2014-2015, 2017-2018, 2019-2020
- Campionato sudafricano: 1

Mamelodi Sundowns: 2018-2019

#### Competizioni internazionali
- OFC Champions League: 7

Auckland City: 2011-2012, 2012-2013, 2013-2014, 2014-2015, 2016, 2017, 2022, 2023
- Coppa del Presidente dell'OFC: 1

Auckland City: 2014

### Individuale
- Jack Batty Memorial Cup: 1

2012
- Capocannoniere della OFC Champions League: 2

2013-2014 (6 gol, a pari merito con Naea Bennett), 2018 (8 gol, a pari merito con Angus Kilkolly)
- Golden Ball (Miglior giocatore) della OFC Champions League: 1

2013-2014
- Capocannoniere del campionato neozelandese: 2

2013-2014 (12 gol), 2017-2018 (16 gol)